# Валанс (округ)
Округ Валанс (фр. Arrondissement de Valence) — округ у Франції, в департаменті Дром. 2023 року округ об'єднував 101 муніципалітет, населення становило 297 762 особи.
Адміністративний центр (супрефектура) — Валанс.

## Муніципалітети
Список муніципалітетів округу та їхні коди INSEE:
1. Аліксан (26004)
2. Альбон (26002)
3. Андансетт (26009)
4. Аннейрон (26010)
5. Артемоне (26014)
6. Барб'єр (26023)
7. Барселонн (26024)
8. Батерне (26028)
9. Безе (26049)
10. Боваллон (26042)
11. Бозамблан (26041)
12. Бомон-ле-Валанс (26037)
13. Бомон-Монте (26038)
14. Борегар-Баре (26039)
15. Бран (26061)
16. Бур-де-Пеаж (26057)
17. Бур-ле-Валанс (26058)
18. Валанс (26362)
19. Валербасс (26210)
20. Гранж-ле-Бомон (26379)
21. Ейме (26129)
22. Епінуз (26118)
23. Ером (26119)
24. Етуаль-сюр-Рон (26124)
25. Жаян (26381)
26. Жейссан (26140)
27. Женісьє (26139)
28. Жерван (26380)
29. Клавейзон (26094)
30. Клер'є (26096)
31. Комбовен (26100)
32. Креполь (26107)
33. Кроз-Ермітаж (26110)
34. Ла-Бом-д'Остен (26034)
35. Ла-Бом-Корніян (26032)
36. Ла-Рош-де-Глен (26271)
37. Лавейрон (26160)
38. Лан-Летан (26162)
39. Лапейруз-Морне (26155)
40. Ларнаж (26156)
41. Ле-Гран-Серр (26143)
42. Ле-Шалон (26068)
43. Маліссар (26170)
44. Мант (26172)
45. Марже (26174)
46. Марса (26177)
47. Марш (26173)
48. Меркюроль-Вон (26179)
49. Монвандр (26212)
50. Монмейран (26206)
51. Монміраль (26207)
52. Монтележе (26196)
53. Монтельє (26197)
54. Моншеню (26194)
55. Мораз-ан-Валлуар (26213)
56. Мур-Сент-Езеб (26218)
57. Остен (26149)
58. Отрив (26148)
59. Парнан (26225)
60. Пейрен (26231)
61. Пейрю (26232)
62. Пон-де-л'Ізер (26250)
63. Понса (26247)
64. Порт-ле-Валанс (26252)
65. Ратьєр (26259)
66. Роман-сюр-Ізер (26281)
67. Рошфор-Самсон (26273)
68. Сен-Барду (26294)
69. Сен-Бартелемі-де-Валь (26295)
70. Сен-Вальє (26333)
71. Сен-Венсан-ла-Коммандрі (26382)
72. Сен-Дона-сюр-л'Ербасс (26301)
73. Сен-Жан-де-Галор (26216)
74. Сен-Кристоф-е-ле-Ларі (26298)
75. Сен-Лоран-д'Оне (26310)
76. Сен-Марсель-ле-Валанс (26313)
77. Сен-Мартен-д'Ут (26314)
78. Сен-Мішель-сюр-Савасс (26319)
79. Сен-Поль-ле-Роман (26323)
80. Сен-Рамбер-д'Альбон (26325)
81. Сен-Сорлен-ан-Валлуар (26330)
82. Сент-Аві (26293)
83. Сент-Юз (26332)
84. Серв-сюр-Рон (26341)
85. Тен-л'Ермітаж (26347)
86. Терсанн (26349)
87. Тріор (26355)
88. Урш (26224)
89. Фе-ле-Кло (26133)
90. Шабей (26064)
91. Шаванн (26092)
92. Шано-Кюрсон (26071)
93. Шантмерль-ле-Бле (26072)
94. Шарм-сюр-л'Ербасс (26077)
95. Шарпе (26079)
96. Шатійон-Сен-Жан (26087)
97. Шатодубль (26081)
98. Шатонеф-де-Галор (26083)
99. Шатонеф-сюр-Ізер (26084)
100. Шатюзанж-ле-Губе (26088)
101. Юпі (26358)